# Thorung La

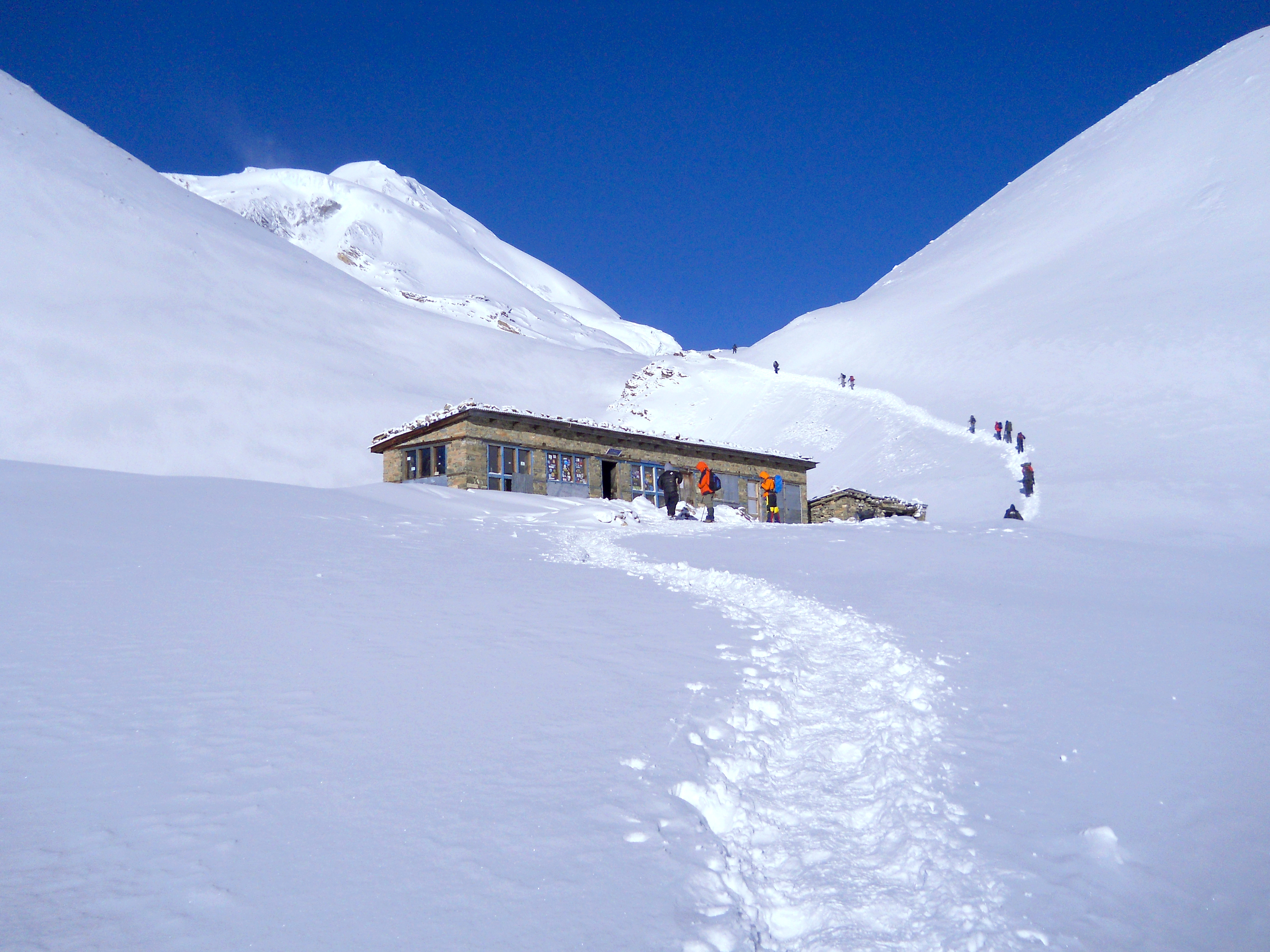
Il sentiero per il Thorong La

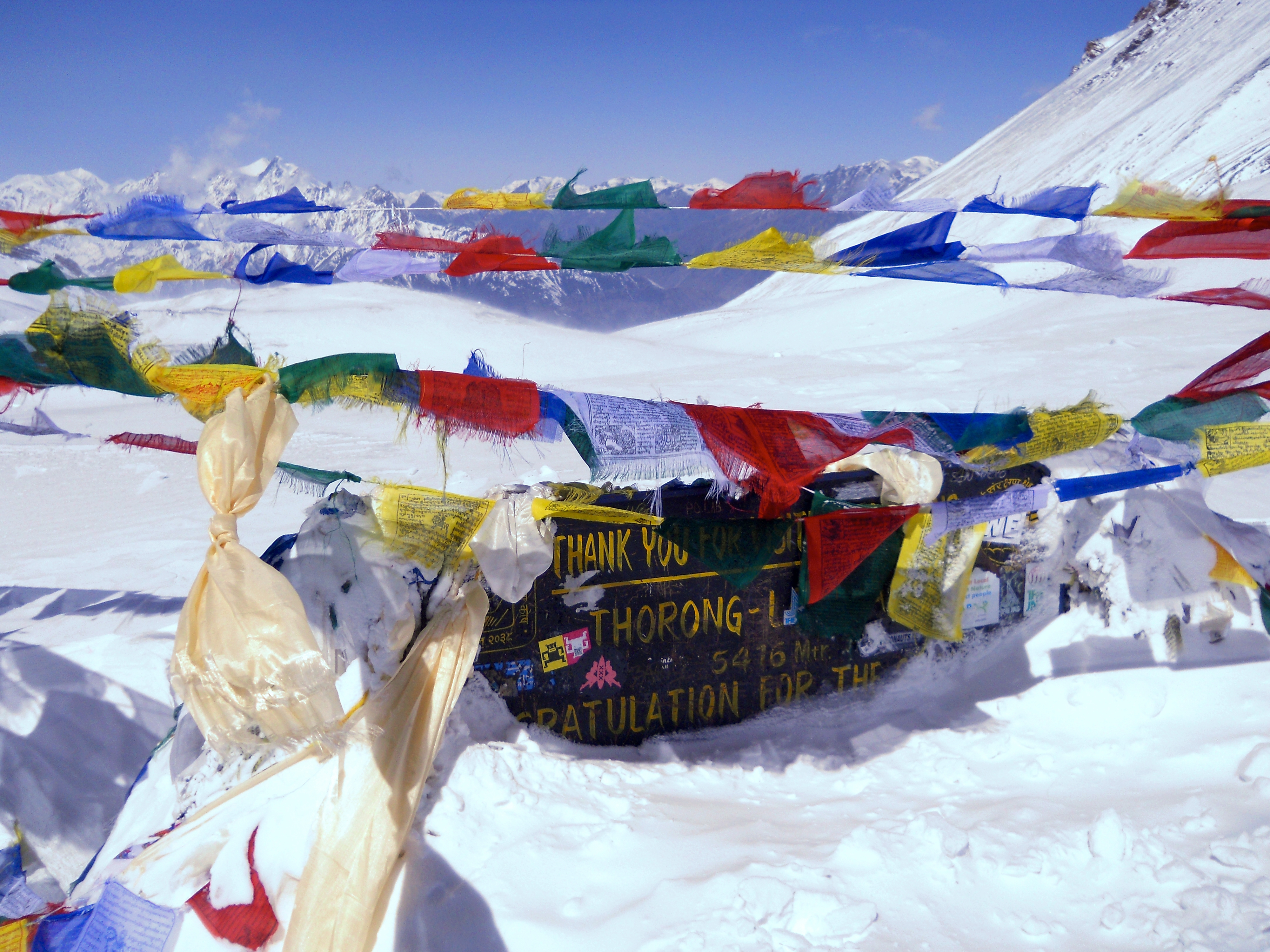
Il passo Thorong La

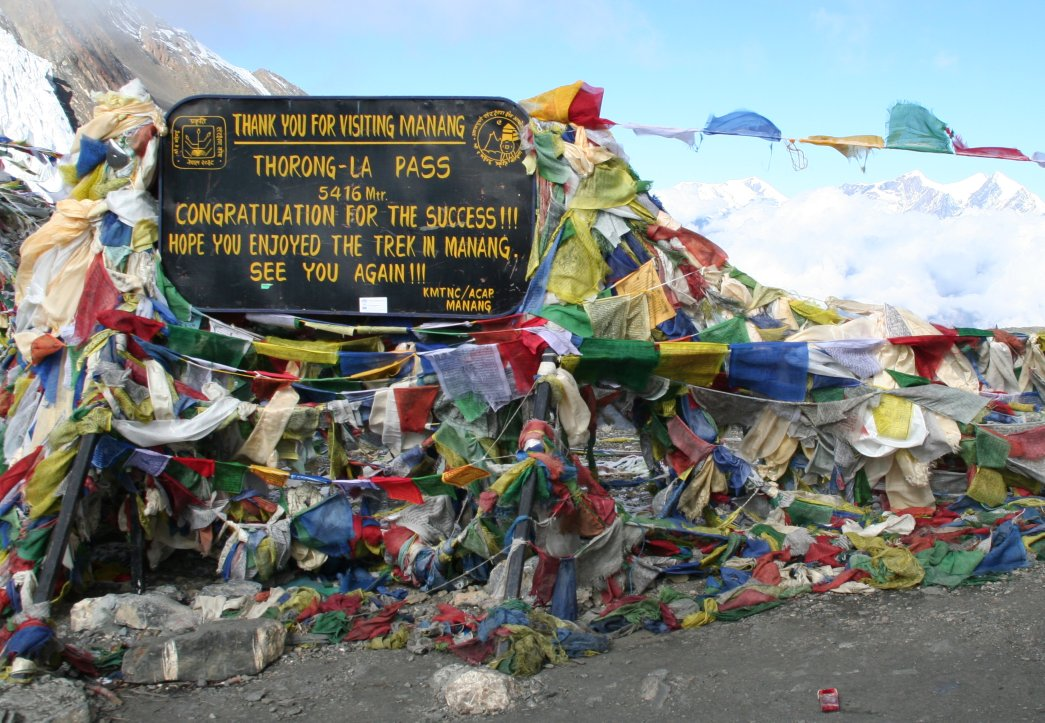
Il pannello posto sul passo con le bandiere di preghiera buddiste.

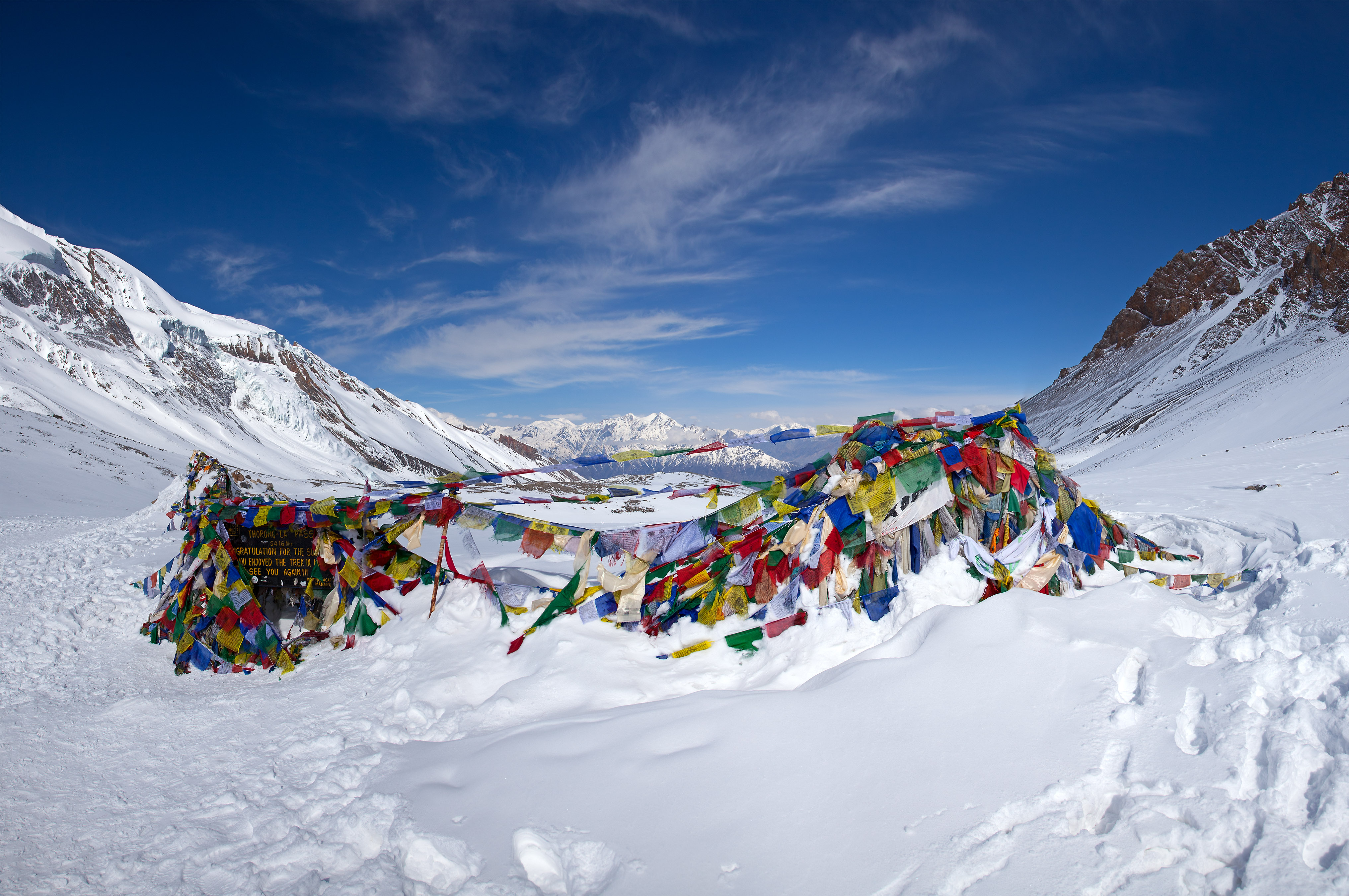
Il passo come si presentava nell'aprile 2011.

Il Thorong La o Thorung La  ("la" significa "passo" in lingua tibetana) è un passo di montagna, nel gruppo dell'Annapurna nel Nepal centrale, che viene considerato il più elevato al mondo, essendo situato ad una quota di 5416 m s.l.m. Il passo si trova sul cammino che collega il villaggio di Manang nel distretto di Manang a est, con il tempio di Muktinath ed il vicino villaggio di Ranipauwa, nel Distretto del Mustang ad ovest. Thorong La è il punto più alto dell'Annapurna Circuit, un percorso di circa 300 Km. intorno alla catena montuosa dell'Annapurna. Oltre agli escursionisti, il passo è usato regolarmente dai commercianti locali.

## Alpinismo
La maggior parte degli escursionisti attraversano il passo da est verso ovest (da Manang a Muktinath), essendo il cammino più semplice e sicuro. È possibile attraversare il Thorong La da Manang a Muktinath in un giorno, tuttavia, molti trekkers scelgono di trascorrere la notte a Thorong Phedi (4.540 m.) o al Thorong High Camp (4880 m), prima di tentare di valicare il Passo. La scelta di questa opzione riduce il dislivello da superare e diminuisce la distanza giornaliera. Il personale della Himalayan Rescue Association di Manang, consigliano agli escursionisti di far passare cinque notti tra il loro arrivo a Manang e la traversata fino a Muktinath. Il tempo supplementare trascorso in Manang permette agli escursionisti di acclimatarsi sufficientemente per minimizzare il rischio di mal di montagna. L'Himalayan Rescue Association gestisce una clinica medica a Manang, e un piccolo ambulatorio medico satellite a Thorong Phedi.
Il percorso da ovest ad est (da Muktinath a Manang) è molto più impegnativo, in quanto non consente alla maggior parte dei trekkers tempo sufficiente per acclimatarsi all'altitudine. Per gli escursionisti che scelgono questo senso di marcia, l'ultimo posto dove è possibile passare la notte è Ranipauwa, dove c'è un lodge situato a 3670 m. esiste anche un ricovero molto spartano a Muktinath Phedi (4190 m), ma è aperto solo stagionalmente. Quindi i trekker che scelgono questa direzione devono salire almeno per 1230 m. e scenderne 540, in un solo giorno.
I mesi più sicuri per attraversare il passo sono marzo-aprile ed ottobre-novembre. Il tentativo di attraversare Thorong La Pass in altri periodi dell'anno è pericoloso a causa del maggior rischio di valanghe e congelamento, in quanto la probabilità di una bufera di neve è molto elevata. Gli escursionisti devono partire da Manang qualche ora prima dell'alba, in quanto spesso vi sono forti venti che si alzano poche ore dopo il sorgere del sole.

## Clima locale

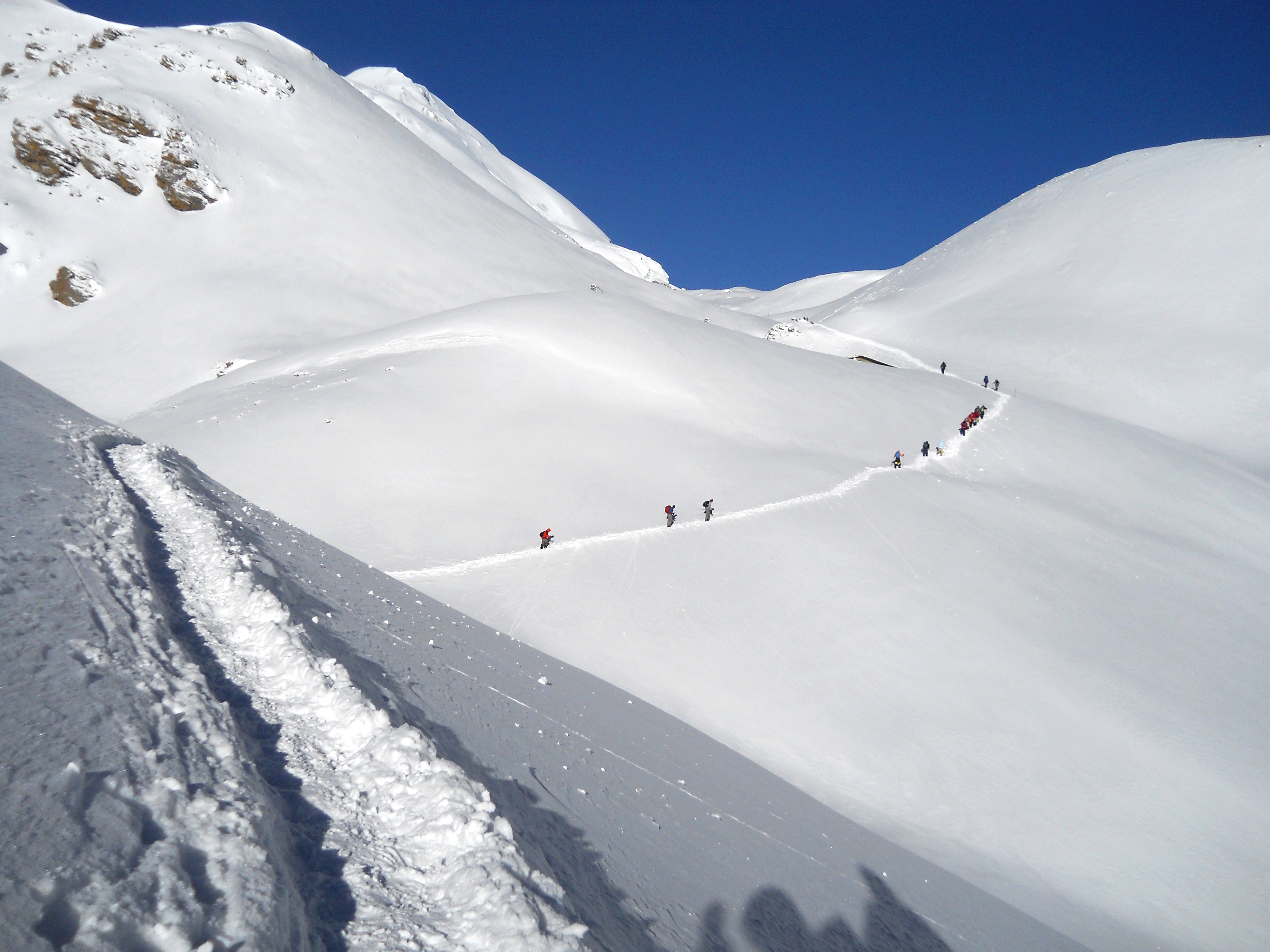
Vista del cammino per il Thorong La

Il clima sul lato occidentale del passo è molto più secco che sul lato orientale. Ad occidente non vi è praticamente vegetazione, salvo nelle zone irrigate, mentre nella valle di Manang c'è abbondanza di vegetazione ed è possibile la coltivazione, in quanto la valle è protetta dai venti umidi del monsone meridionale dalla catena montuosa dell'Annapurna.